# Mautobalau
Mautobalau ist ein osttimoresischer Ort im Suco Seloi Craic (Verwaltungsamt Aileu, Gemeinde Aileu).

## Geographie
Das Dorf Mautobalau liegt im Nordosten der Aldeia Tabulasi auf einer Meereshöhe von 1130 m. Die Straße aus dem einen halben Kilometer südlich gelegenen Dorf Tabulasi teilt sich in Mautobalau in zwei Pisten. Die eine führt durch den Westen der Aldeia Tabulasi bis in das etwa vier Kilometer entfernte Gleno, der Hauptstadt der benachbarten Gemeinde Ermera. Die zweite Piste erreicht im Nordosten an der Aldeiagrenze die Überlandstraße Gleno–Turiscai, über die man zu den nördlich gelegenen zur Aldeia Tabulasi gehörenden Weilern Lebidodon und Lumluli gelangt.
Die nächstgelegene Grundschule befindet sich im Dorf Tabulasi.